# Piruet
Piruet (z franc.  Pirouette) – obrót wokół własnej osi, wykonywany przez tancerzy. Piruet może być wykonywany z różnych pozycji - w tańcu zazwyczaj pozycją wyjściową jest pierwsza pozycja klasyczna. Pierwszą wykonawczynią piruetu była Niemka, Anna Hainel, tancerka klasyczna z epoki oświecenia.
Piruety są elementem nie tylko układu baletowego, lecz występują w innych odmianach tańca, jak również w niektórych dyscyplinach sportowych, takich jak: gimnastyka artystyczna i sportowa, czy łyżwiarstwo i wrotkarstwo figurowe. 
Tzw. piruety wykonują również na specjalnych pokazach konie.